# Rosalis
Cet article possède des paronymes, voir Rosalia et Rosalie.
Rosalis est la bibliothèque numérique de la Bibliothèque municipale de Toulouse lancée en 2012. Son site web donne accès à des collections patrimoniales numérisées de manuscrits enluminés, de livres imprimés, de revues, de photographies, de cartes, de partitions et d'enregistrements sonores conservés à la bibliothèque, dans des institutions partenaires ou chez des collectionneurs privés.
En 2020, Rosalis rejoint le dispositif Gallica Marque Blanche mis en place par la Bibliothèque nationale de France. Cela permet à ses collections de venir enrichir de l’intérieur les quelque 6 millions de documents accessibles  sur  la  bibliothèque numérique  de  la  BnF.  D’un  autre côté,  les  collections  toulousaines peuvent  être  élargies  par  les fonds complémentaires de la BnF.

## Collections numérisées de la bibliothèque de Toulouse
Fin 2022 Rosalis contient plus de 120 000 documents et 1 000 000 de pages.
Les premières campagnes de numérisation des documents ont débuté dès 1999.

### Fonds patrimonial
- Deux femmes. Fonds Eugène Trutat4500 enluminures

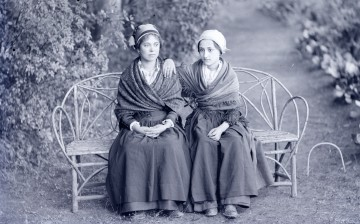
Deux femmes. Fonds Eugène Trutat

- 5000 plaques de verre du fonds Eugène Trutat[2]
- 1000 partitions anciennes et ouvrages de théorie musicale, dont la bibliothèque privée du compositeur Déodat de Séverac
- 2700 lithographies pyrénéennes du fonds Ancely
- 400 manuscrits et incunables (numérisés par l'IRHT) pour alimenter également la base Initiales.

### Périodiques

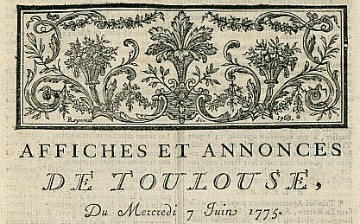
Affiches et annonces de Toulouse, 7 juin 1775

Rosalis expose plus d'une centaine de titres de presse régionale, dont :
- Le Cri de Toulouse (1906-1930)
- Le Journal de Toulouse (1814-1886)
- L'Express du Midi (1891-1938)
- Le Midi socialiste (1908-1944)
- L'Anti-terroriste ou Journal des principes (1795-1797)
- Les Affiches et annonces de Toulouse (1775-1789)
- Le Journal universel et Affiches de Toulouse et du Languedoc (1790-1793)

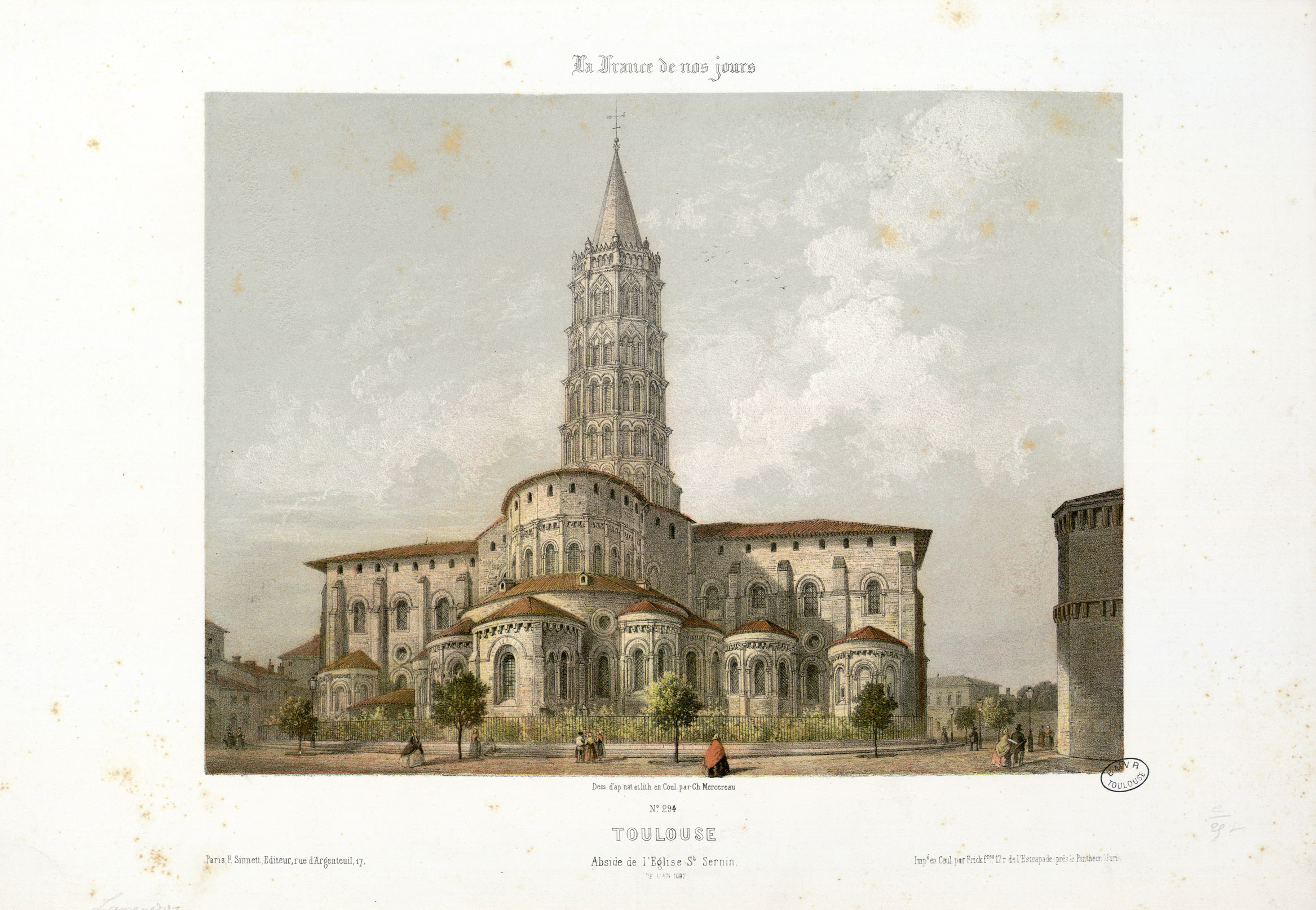
Toulouse - Abside de l'église de Saint-Sernin par Charles Mercereau (1822-1864)

Revues artistiques locales :
- L'Art méridional (1894-1906)
- L'Artiste toulousain (1886-1888)
- Le Midi Artiste (1879-1887)

### Fonds régional
- lithographies sur les Pyrénées du fonds Georges Ancely
- ouvrages du fonds pyrénéen de Henri Béraldi
- manuscrits et ouvrages imprimés du fonds occitan
- ouvrages remarquables du fonds régional

### Livres pour la jeunesse

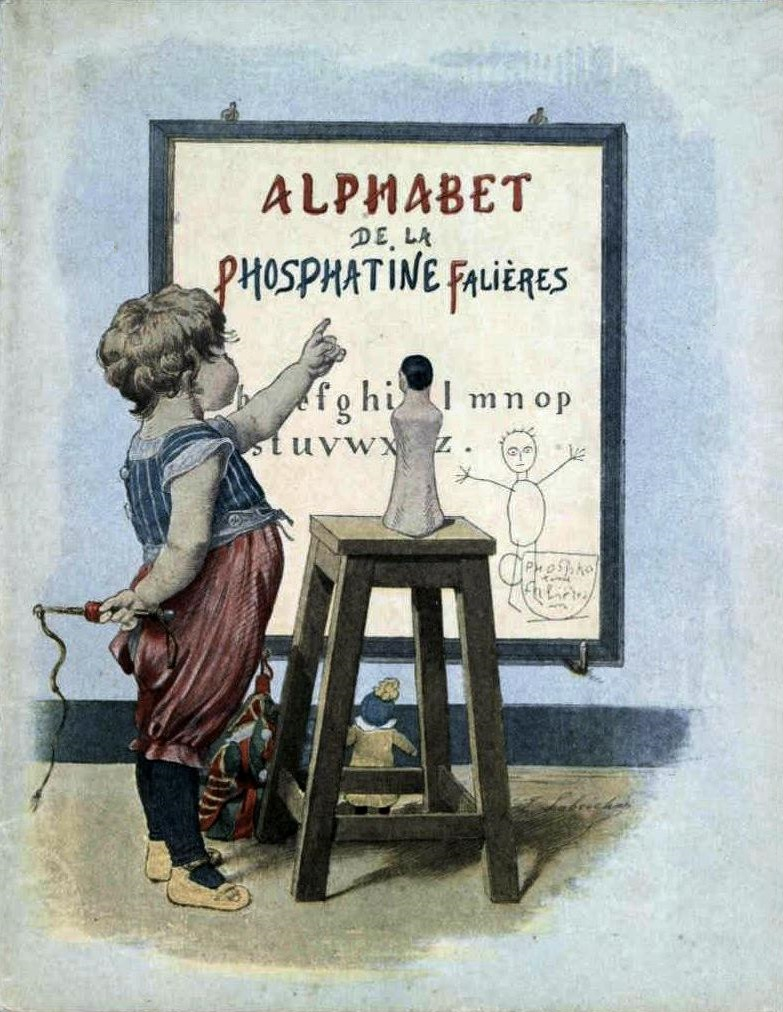
Alphabet de la phosphatine Falières

- Illustrateurs : Robida, Rabier, Matet
- Éditeurs : Hetzel, Sirven
- Thèmes : les alphabets, la guerre de 14/18, les albums de coloriage, les comptines, les reliures, l'aviation
- Artistes contemporains : Philippe UG, Sophie Vissière

Un partenariat est établi avec la BnF depuis 2015 pour un programme de numérisation et valorisation concertée de la littérature jeunesse alimentant Rosalis et Gallica.

## Collections partenaires
Plusieurs institutions culturelles toulousaines ont versé des fonds numérisés sur Rosalis : Archives municipales, Muséum d'histoire naturelle, Musée des Augustins, Musée du Vieux Toulouse, Musée Paul-Dupuy, ISDAT...
On y trouve également des fonds issus de collections particulières, notamment ceux intégrés à l'occasion de l'opération nationale de la Grande Collecte dans le cadre de la commémoration de la Guerre de 1914-1918, ou bien la collection de disques chinois des années 1960 et 1970 de Roland Trotignon.

## Caractéristiques techniques
Dès l'origine, à l'ouverture de Rosalis en 2012, les documents ont été numérisés avec reconnaissance optique de caractères et la recherche plein texte est possible sur l'ensemble des collections.
Un système de visionneuse permettait la consultation et le feuilletage des ouvrages également téléchargeables au format pdf.
Le site fut conçu à partir de deux logiciels libres : Greenstone, système de gestion de bibliothèque numérique, pour l'architecture du système d'organisation des documents et Dotclear, logiciel de création de blog, pour les fonctionnalités éditoriales.
L'interface du site était conçue pour être également accessible via un smartphone.
Tous les documents étaient décrits dans des notices au format Dublin Core.
À chaque document est associé un identifiant numérique Archival Resource Key (ARK) unique et pérenne.
La publication des métadonnées selon le protocole OAI-PMH permet le moissonnage de Rosalis par d'autres bibliothèques numériques comme Europeana, Gallica, Pireneas, Occitanica et Isidore.
En janvier 2020, la bibliothèque change de plateforme technique pour utiliser Gallica en marque blanche.

## Espace de publication ouvert
Rosalis valorise ses collections via un espace d'échange et de médiation collaboratif ouvert aux commentaires et aux contributions des internautes. Sa nouvelle version en Gallica Marque Blanche intègre également un compte Twitter.
Le public est ainsi invité à participer à l'identification de documents, à rédiger des billets de blog, articles ou commentaires, à proposer à la numérisation de nouveaux documents.
Fin 2019, la fréquentation quotidienne du site s'élève à  plus de 300 usagers.